# Památný topol u rybníka Slatinka
Památný topol u rybníka Slatinka je památný strom – topol černý nacházející v obci Malá Strana u Chotěšic v okrese Nymburk. Topol roste při levém okraji silnice ve směru na Záhornice asi 50 m od rybníka Slatinka. Topol je chráněn od 23. října 1986 jako významná krajinná dominanta a strom významný svým vzrůstem a stářím.
V minulosti se nedaleko od tohoto topolu nalézal ještě jeden památný topol, u něhož po zásahu bleskem došlo k rozlomení stromu a následně byla v roce 1997 zrušena jeho právní ochrana a tento topol byl pokácen.

## Fotogalerie

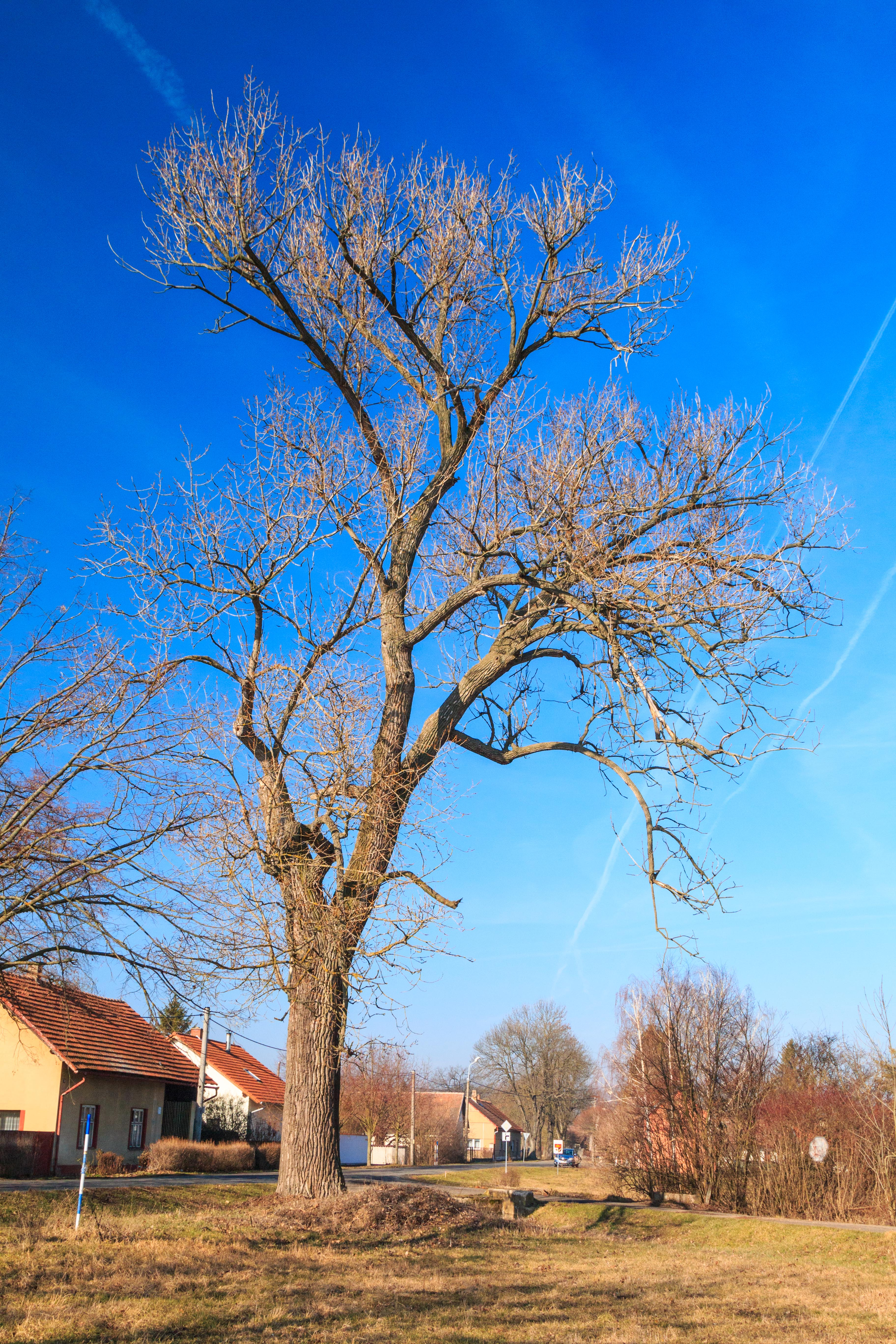
Památný topol u rybníka Slatinka u Malé Strany
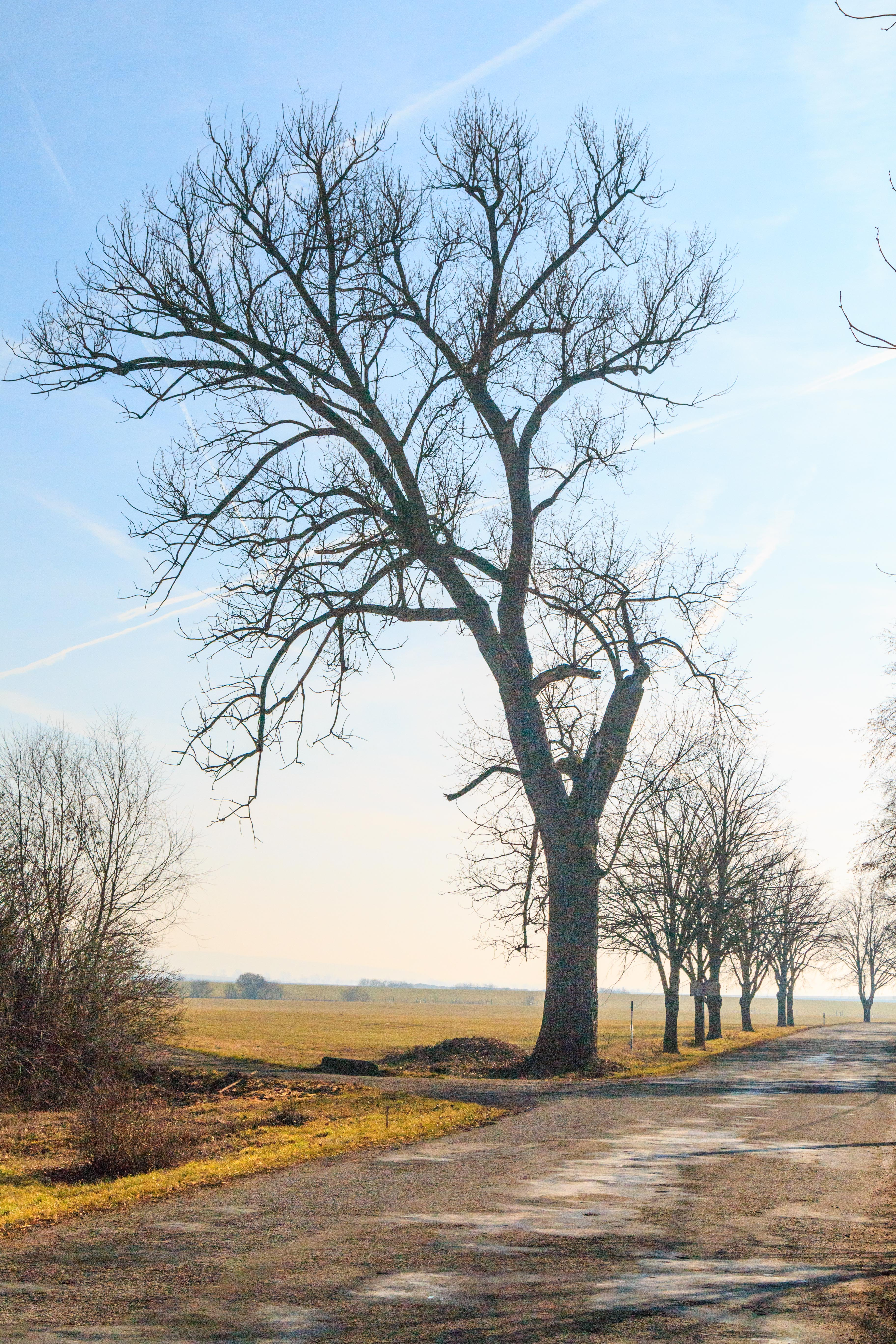
Památný topol u rybníka Slatinka u Malé Strany

## Památné a významné stromy v okolí
- Duby u rybníka Vražda
- Záhornická hrušeň